# Jürgen Kleer
Jürgen Kleer (* 25. Oktober 1956 in Köllerbach) ist ein ehemaliger deutscher Ringer.

## Werdegang
Jürgen Kleer begann als Jugendlicher in Spiesen mit dem Ringen und startete bis 1973 für den SC Spiesen. 1974 wechselte er zum KSV Köllerbach. Als Jugendlicher rang er sowohl im griechisch-römischen als auch im freien Stil. Als Erwachsener rang er ab 1975 nur mehr im griechisch-römischen Stil.
1973 belegte er bei der deutschen Jugendmeisterschaft in der Altersgruppe bis zum 18. Lebensjahr im freien Stil in der Gewichtsklasse bis 44 kg Körpergewicht den 4. Platz. 1974 erreichte er bei der deutschen Jugendmeisterschaft in beiden Stilarten in der Gewichtsklasse bis 48 kg Körpergewicht jeweils den 3. Platz und kam im gleichen Jahr bei der deutschen Juniorenmeisterschaft in der Altersgruppe bis zum 20. Lebensjahr im Papiergewicht hinter Hans Huber aus Bad Reichenhall auf den 2. Platz.
1974 startete Jürgen Kleer auch erstmals bei einer internationalen Meisterschaft, der Junioren-Europameisterschaft in Haparanda. Im Papiergewicht belegte er dabei im griechisch-römischen Stil den 7. Platz.
Im Jahre 1975 wurde er erstmals deutscher Meister im Papiergewicht bei den Senioren. Er siegte im Papiergewicht vor Fritz Schmidt vom ASV Schorndorf. Deutscher Meister wurde er auch 1977 im Papiergewicht sowie 1980 und 1981 im Fliegengewicht.
Bei den internationalen Meisterschaften erreichte Jürgen Kleer meist Platzierungen zwischen dem 5. und dem 9. Rang. Eine Ausnahme bildete die Junioren-Europameisterschaft 1976, wo er im Papiergewicht hinter Elnur Aliew aus der Sowjetunion und Umid Bekirow aus Bulgarien den 3. Platz belegte und damit eine Bronzemedaille gewann. Erwähnenswert ist auch der 5. Platz bei der Weltmeisterschaft 1977 in Göteborg im Papiergewicht, wo er  über James Howard aus den Vereinigten Staaten und Jozsef Santha aus Ungarn gewann.
Nach Beendigung seiner Laufbahn als aktiver Ringer war Jürgen Kleer als Trainer im saarländischen Raum tätig. 2009 trainierte er die Ringer des RSV Spiesen-Elversberg.

## Internationale Erfolge
| Jahr | Platz | Wettbewerb                            | Gewichtsklasse | |
| 1974 | 7.    | Junioren-EM in Haparanda              | Papier         | nach Niederlagen gegen Panajot Kirow (Bulgarien) und Antonin Jelinek, (ČSSR)                                                             |
| 1975 | 5.    | Junioren-WM in Chaskowo               | Papier         | hinter Kamil Fatkulin (UdSSR), Hideo Fujimoto (Japan), Umid Bekirow (Bulgarien) und Stig Age Lundell (Schweden)                          |
| 1976 | 3.    | Junioren-EM in Posen                  | Papier         | hinter Elnur Aliew (UdSSR) und Umid Bekirow                                                                                              |
| 1976 | 3.    | Großer Preis der BRD in Aschaffenburg | Papier         | hinter Constantin Alexandru (Rumänien) und Wladimir Subkow (UdSSR), vor Aleksander Zajączkowski (Polen) und Heinz Schmieden (BRD)        |
| 1977 | 4.    | Klippan-Turnier                       | Papier         | hinter Anatoli Bosin (UdSSR), Sidge, (Norwegen) und Pawel Christow (Bulgarien)                                                           |
| 1977 | 4.    | Großer Preis der BRD in Aschaffenburg | Papier         | hinter Constantin Alexandru, Saksylik Uschkempirow (UdSSR) und Wieslaw Kucinski (Polen)                                                  |
| 1977 | 5.    | WM in Göteborg                        | Papier         | mit Siegen über James Howard (USA) und Jozsef Santha (Ungarn) und Niederlagen gegen Todor Jordanow (Bulgarien) und Salih Bora (Türkei)   |
| 1978 | 5.    | Großer Preis der BRD in Aschaffenburg | Papier         | hinter Constantin Alexandru, Wladimir Schatumow (UdSSR), Roman Kierpacz (Polen) und Dimitri Dudew (Bulgarien)                            |
| 1978 | 11.   | EM in Oslo                            | Papier         | nach Niederlagen gegen Vaclav Janota (ČSSR) und Jozsef Santha                                                                            |
| 1978 | 3.    | EG-Meisterschaft in Arnhem            | Fliegen        | hinter Jean-Pierre Chambellan (Frankreich) und G. Caltabiano (Italien)                                                                   |
| 1980 | 2.    | EG-Meisterschaft in Sonderborg        | Fliegen        | hinter Reijo Haaparanta (Finnland), vor Patrik Panniset (Frankreich) und Kjell Y. Karlsen (Norwegen)                                     |
| 1981 | 6.    | Großer Preis der BRD in Aschaffenburg | Fliegen        | hinter Ziwomir Zekow (Bulgarien), Leszek Majkowski (Polen), Jozsef Santha, Mark Fuller (USA) und Jean-Pierre Chambellan                  |
| 1981 | 9.    | EM in Göteborg                        | Fliegen        | nach Niederlagen gegen Lajos Rácz (Ungarn) und Ljubomir Zekow (Bulgarien)                                                                |
| 1981 | 6.    | WM in Oslo                            | Fliegen        | mit einem Sieg über Asghar Mohammadian (Iran) und Niederlagen gegen Jean-Pierre Chambellan, Taisto Halonen (Finnland) und Ljubomir Zekow |
| 1983 | 9.    | WM in Kiew                            | Fliegen        | Siege: Benur Paschajan (UdSSR) vor Erol Kemah (Türkei) und Ljubomir Zekow (Bulgarien)                                                    |
| 1984 | 7.    | EM in Jönköping                       | Fliegen        | hinter Minseit Tasetdinow (UdSSR) vor Mihai Cișmaș (Rumänien) und Welin Dogandjinski (Bulgarien)                                         |

## Deutsche Meisterschaften
| Jahr | Platz | Gewichtsklasse | Ergebnis                                                                     |
| 1975 | 1.    | Papier         | vor Fritz Schmidt, ASV Schorndorf und Edwin Commercon, Elversberg            |
| 1977 | 1.    | Papier         | vor Ulrich Karsten, ASV Dettingen und Hans Eglseer, AC Bad Reichenhall       |
| 1978 | 2.    | Papier         | hinter Hans Eglseer, vor Freddy Scherer, Ludwigshafen am Rhein               |
| 1979 | 2.    | Papier         | hinter Freddy Scherer, KSV Wiesental, vor Walter Wölfelschneider, Obernburg  |
| 1980 | 1.    | Fliegen        | vor Hans Eglseer und Heinz Schmieden, AC Goldbach                            |
| 1981 | 1.    | Fliegen        | voe Hans Eglseer und Carmine Cantalupe, AC Hörde 04                          |
| 1984 | 2.    | Fliegen        | hinter Markus Scherer, VfK Schifferstadt und Peter Behl, Mömbris-Königshofen |

Anm.: alle Wettbewerbe im griechisch-römischen Stil, WM = Weltmeisterschaft, EM = Europameisterschaft, Papiergewicht, damals bis 48 kg, Fliegengewicht, damals bis 52 kg Körpergewicht